# Medizinische Terminologie
Der Begriff medizinische Terminologie bezeichnet die Fachsprache, die in den Gesundheitsberufen und in der Veterinärmedizin verwendet wird. Wie jede andere Sprache ist sie einerseits historisch gewachsen, unterliegt jedoch einer ständigen Veränderung durch die kulturellen Einflüsse. Dieser Artikel soll die medizinische Terminologie als Sondersprache der deutschen Allgemeinsprache behandeln. Während diese in Rechtschreibung und Wortbedeutung weitgehend durch den Duden und die Arbeit des Leibniz-Instituts für deutsche Sprache geprägt wird, haben deren Regeln in der medizinischen Fachsprache nicht immer volle Geltung. Beispielsweise hat das Wort Herd in der deutschen Allgemeinsprache eine völlig andere Bedeutung als im deutschen Klinikjargon. Die Allgemeinsprache bezieht auch zahlreiche Worte aus der medizinischen Fachsprache – auch in anderen Zusammenhängen – ein. So werden Begriffe, die eigentlich das ärztliche Handeln beschreiben, wie Symptom, Diagnose und Therapie auch in medizinfremden Bereichen verwendet.

## Geschichte
Die Schulen der berühmten Ärzte der Antike hatten bereits eine Fachsprache ausgebildet, die sich von der Umgangssprache unterschied. Unter Hippokrates (etwa 460–375 v. Chr.) wurden bereits Begriffe wie Apoplex, Katarrh oder Diarrhoe verwendet. Der in Rom lebende Arzt Galen (129 bis ca. 210) verfasste eine erste systematische Zusammenstellung medizinischen Wissens in griechischer Sprache. Der persische Arzt Avicenna (980–1037) erweiterte diese noch. Seine Werke in lateinischer Übersetzung waren die Grundlage medizinischen Wissens im Mittelalter. Bis ins 19. Jahrhundert war die medizinische Fachsprache weitgehend durch das Latein geprägt. Dabei beinhaltete sie auch viele unverständliche Begriffe, die durch ungeschickte oder fehlerhafte Übersetzungen aus dem Griechischen und dem Arabischen entstanden. Im 21. Jahrhundert ist Englisch die internationale Verkehrssprache der Medizin.

## Aufgaben und Auswirkungen der medizinischen Terminologie
- Kommunikation: Die Fachsprache erleichtert die Kommunikation zwischen den Fachleuten, erschwert sie aber oft zwischen Fachleuten und Laien.
- Soziale Aspekte: Fachsprache wird oft verwendet, um die Zugehörigkeit zur Fachgruppe zu signalisieren. Ihr Gebrauch kann auch abwertend diskriminieren und ein abträgliches hierarchisches Gefälle aufbauen.[6]
- Sachlichkeit: Fachbegriffe sollen ausschließlich Fachinhalte transportieren und keinesfalls Wertungen.
- Eindeutigkeit: Fachbegriffe sollen ausschließlich eine Sache bezeichnen, eine Sache soll nur von einem Begriff bezeichnet werden. Homonyme und Synonyme sind zu vermeiden. Fachbegriffe sind monosemantisch im Gegensatz zur polysemantischen Alltagssprache.
- Internationalität: Das Ideal ist die problemlose Kommunikation der Fachleute in ihrer Fachsprache über Ländergrenzen hinweg. Dieses Ziel lag schon der Verwendung der lateinischen Sprache zugrunde. Seit dem 20. Jahrhundert wird auch im deutschen Sprachraum die medizinische Fachsprache zunehmend durch das Englische geprägt.[7] Dabei findet eine Anlehnung an den Sprachgebrauch der anderen Naturwissenschaften statt, wie zum Beispiel die Nomenklatur der Chemie.[2]

## Nomenklaturen und Klassifikationen
Wie andere lebendige Sprachen entwickelt sich die medizinische Fachsprache durch den Gebrauch weiter. Festgeschrieben ist nur ein kleiner Teilbereich. Hierbei handelt es sich um die Nomenklatur der Anatomie. Sie ist in den Terminologia Anatomica definiert und wird in wiederkehrenden Tagungen weiterentwickelt.
Klassifikationen wie die International Statistical Classification of Diseases (ICD) sind Teil des medizinischen Sprachgebrauchs und üben eine normgebende Funktion auf diesen aus. Sie ersetzen die medizinische Terminologie jedoch nicht.

## Regeln im Umgang mit lateinischen medizinischen Fachbegriffen
Aussprache:
- c wird vor hellen Selbstlauten wie z gesprochen (Beispiel Excision)
- c wird vor dunklen Selbstlauten wie k gesprochen (Colon)
- v wird wie w gesprochen (Vena)
- ti wird wie zi gesprochen (Sectio)

Betonung
Lateinische Begriffe werden nie auf der letzten Silbe betont. Die Betonung liegt meist auf der vorletzten, maximal auf der drittletzten Silbe. (Colon, Musculus, Oesophagus).
Eindeutschung
Häufig werden lateinische Fachbegriffe in eingedeutschter Form verwendet. Dabei werden Doppellaute in eingedeutschter Schreibweise als Umlaute geschrieben (Oesophagus →Ösophagus). Das lateinische c wird zu z oder k (Carcinoma→Karzinom).

## Abkürzungen
Medizinische Abkürzungen werden in der Regel als Akronym gebildet. Sie vereinfachen die Kommunikation bei der Verwendung von komplexen zusammengesetzten Begriffen. Beispiele für häufig gebrauchte Abkürzungen von Krankheitsbezeichnungen sind: KHK (koronare Herzkrankheit), COPD, pAVK oder BSE. Beispiele für Abkürzungen aus der Diagnostik sind: EKG, CT, MRT oder LDL.